# Pałac w Osiece

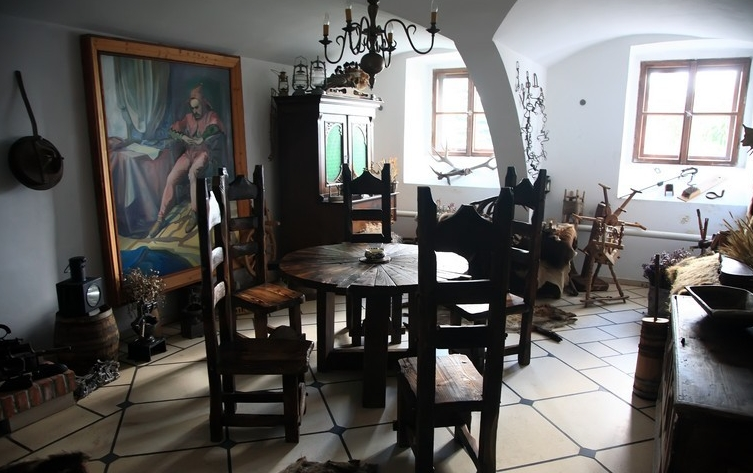
Wnętrze pałacu

Pałac w Osiece (Biały Książę – 1861 r.) – pałac wraz z zespołem parkowym położony we wsi Osieka w gminie Bartoszyce w województwie warmińsko-mazurskim. Wybudowany w 1861 w stylu italianizującym.

## Położenie
Pałac położony jest na obrzeżach wsi Osieka około 4 km na południowy zachód od Bartoszyc, nieopodal drogi krajowej nr 51 na odcinku Bartoszyce-Lidzbark Warmiński.

## Historia
Pałac wzniesiono w stylu italianizującym (włoskim) najprawdopodobniej w 1861. Taka data widnieje na kamieniu podmurówki wieży, lecz nie wiadomo czy jest to data rozpoczęcia czy zakończenia budowy. Znajduje się tam również nazwisko i inicjały O.V. Printz, oznaczające prawdopodobnie architekta, bądź też pierwszego właściciela majątku.
Po II wojnie światowej pałac był własnością gminy Bartoszyce. Przez krótki czas mieściła się w nim szkoła a później świetlica i mieszkania. Nieremontowany i zaniedbywany pałac był w coraz gorszym stanie technicznym i stopniowo popadał w ruinę.
W 1993 przeszedł w prywatne ręce i pod okiem konserwatora zabytków przeprowadzono w nim niezbędne remonty oraz rewaloryzację otaczającego go parku. W 2000 roku Pałac Biały Książę-1861 otrzymał nagrodę Generalnego Konserwatora Zabytków w konkursie Zabytek zadbany. Aktualnie znajduje się tam trzygwiazdkowy hotel wraz z restauracją i prywatna kolekcja starych maszyn rolniczych.

## Architektura
Zespół pałacowy składa się z pałacu i parku wraz z trzema stawami, który rozciąga się od drogi w kierunku północnym, a sam pałac usytuowany jest na jego skaju pomiędzy parkiem a kompleksem gospodarczym. Cały zespół założony jest na planie zbliżonym do czworoboku i został wzniesiony z cegły otynkowanej na biało. Budowla jest jednokondygnacyjna o nieregularnej bryle ze skrajnymi obustronnymi dwukondygnacyjnymi ryzalitami. W narożniku południowym, od strony głównego podjazdu i drogi, znajduje się trójkondygnacyjna kwadratowa wieża nakryta czterospadowym dachem. Ryzality, podobnie jak wieża, ozdobione są arkadowym gzymsem. Okna pałacu są zamknięte odcinkowo i półkoliście w nadłęczach także częściowo zdobione gzymsem.

## Zabytek
Zespół pałacowy jest wpisany do rejestru zabytków nieruchomych dwuczęściowo: park figuruje pod nr 1454 z 31 stycznia 1979, natomiast sam pałac pod nr 2783 z 23 grudnia 1983.